# تلمیشان (کنارک)
تلمیشان یک روستا در ایران است که در استان سیستان و بلوچستان واقع شده‌است. تلمیشان ۳۱۷ نفر جمعیت دارد.